# Tangaroa Tangaroa
Pour les articles homonymes, voir Tangaroa.
Sir Tangaroa Tangaroa, né le 6 mai 1921 sur l’île de Penrhyn et mort le 23 mai 2009 à Auckland, est un homme politique cookien. Il est représentant de la reine aux Îles Cook de 1984 à 1990.

## Biographie
Tangaroa Tangaroa entre dans la vie active en 1939, à l’âge de 18 ans, en tant que radio-opérateur pour l’administration néo-zélandaise. En 1955, il devint employé pour la compagnie maritime JPI. 
Il est élu à la première Assemblée législative des Îles Cook en 1958 en tant que représentant de l’île de Penrhyn. En juillet 1965, alors que la question de l’avenir institutionnel des Îles Cook est posée, il s’oppose, ainsi que son vieil ami Pupuke Robati, à l’amendement constitutionnel proposé par Albert Royle Henry qui devait amener les Îles Cook à une indépendance associée.
« Tangaroa Tangaroa and Pupuke Robati both voting against because, in the absence of a full explanation of what was involved, their atoll constituencies preferred integration with New Zealand., »
Opposé au Parti des îles Cook d’Albert Henry, il rejoint en 1971 le Parti démocrate, fondé par Tom Davis et c’est sous cette étiquette qu’il est réélu sur sa circonscription de Penrhyn jusqu’en 1983. À partir de 1978, il participe également au cabinet de Tom Davis, occupant divers portefeuilles ministériels. 
En 1985, il devient le premier insulaire à être nommé représentant de la reine aux Îles Cook, poste qu’il conserve jusqu’en 1990. Élisabeth II l’élève au titre de chevalier de l’Empire britannique en 1987. Il reçoit son titre au palais de Buckingham, une première pour un Maori des Îles Cook.
Veuf de Manihirui, il a épousé en secondes noces feue Lady Matangaroa Putua Ariki.